# 金魚 (BONNIE PINKの曲)
『金魚』（きんぎょ）は、BONNIE PINKの7枚目のシングル。1998年5月20日発売。発売元はポニーキャニオン。CDコードはPCDA-01056。

## 解説
アルバム『evil and flowers』のリカットシングルとして発売された。

## 収録曲
作詞・作曲：Bonnie Pink、編曲：Tore Johansson
1. 金魚（5:06）
2. Your Butterfly（2:59）
3. Fallen Sun (Missing link version) (2:46)
4. 金魚 (Inst.)

## 収録アルバム
- 『evil and flowers』（1., 2.）
- 『Bonnie's Kitchen ＃1』（1., 2.）
- 『Every Single Day -Complete BONNIE PINK（1995-2006）-』（1.）